# WADSL
WADSL (acronimo di Wireless ADSL) è una tecnologia che utilizza reti simili a quelle dei cellulari per fornire accesso ad Internet veloce in località in cui non arriva l'ADSL.
È una tecnologia nata per abbattere il divario digitale in zone dove è difficile o impossibile portare altro tipo di connettività. 
È basata sullo stesso tipo di protocollo dell'ADSL, il PPP che permette di effettuare e utilizzare tutte le tecnologie utilizzabili dalle tecnologie di trasporto di tipo xDSL quali traffic-shaping, trasporto di IP pubblici o via NAT, QoS, VoIP, VLAN con supporto per l'802.11Q, etc. 
Mentre per l'ADSL il mezzo di trasporto fisico è di solito l'Asynchronous Transfer Mode (ATM) e si usa quindi il PPPoA per trasportare la rete TCP/IP su ATM, su reti wireless basate sulla tecnologia Ethernet si fa uso del PPPoE per realizzare la stessa cosa.
Il trasporto avviene attraverso ponti radio su canali usualmente cifrati che trasportano il PPPoE fino ad un concentratore che gestisce il flusso dati, le autenticazioni e le autorizzazioni per gli utenti. 
Le tecnologie principalmente usate in Europa sono legate ai protocolli 802.11abg ed al protocollo HIPERLAN. Inoltre, in Italia, le frequenze su cui devono lavorare gli operatori sono stati liberalizzati, non necessitano dunque di particolari licenze se non le pratiche burocratiche per ottenere l'autorizzazione ad essere Wireless Internet service provider.